# Казанчинська сільська рада
Казанчи́нська сільська рада (рос. Казанчинский сельский совет) — муніципальне утворення у складі Аскінського району Башкортостану, Росія. Адміністративний центр — село Старі Казанчі.

## Населення
Населення — 860 осіб (2019, 1147 в 2010, 1390 в 2002).

## Склад
До складу поселення входять такі населені пункти:
| Населений пункт        | Населення, осіб (2002) | Населення, осіб (2010) |
| ---------------------- | ---------------------- | ---------------------- |
| Альягіш, присілок      | 123                    | 94                     |
| Башкортостан, присілок | 76                     | 45                     |
| Григор'євка, присілок  | 0                      | -                      |
| Михайловка, село       | 33                     | 21                     |
| Нова Кара, присілок    | 202                    | 167                    |
| Руська Кара, присілок  | 6                      | 3                      |
| Стара Кара, присілок   | 56                     | 39                     |
| Старі Казанчі, село    | 725                    | 631                    |
| Урманкуль, присілок    | 169                    | 147                    |